# Erik Schilling
Erik Schilling (* 1984) ist ein deutscher Literatur- und Kulturwissenschaftler.

## Leben
Erik Schilling studierte als Stipendiat der Stiftung Maximilianeum deutsche, lateinische und italienische Philologie an der Universität München, der Universität Pavia und der Universität Salamanca. Die Promotion erfolgte mit einer Arbeit über historische Romane als Stipendiat der Studienstiftung in München bei Oliver Jahraus und Friedrich Vollhardt sowie Stanford bei Hans Ulrich Gumbrecht. Im Anschluss an eine Tätigkeit als wissenschaftlicher Mitarbeiter an der LMU München nahm Schilling ein Forschungsstipendium der Fritz-Thyssen-Stiftung an der Universität Harvard wahr, anschließend ein Stipendium der Alexander-von-Humboldt-Stiftung am Jesus College in Oxford. 
2017 habilitierte er sich mit einer Arbeit zu freirhythmischen Hymnen. Nach der Habilitation arbeitete Schilling als Unternehmensberater bei McKinsey & Company. 2018 wurde er in die Junge Akademie an der Berlin-Brandenburgischen Akademie der Wissenschaften und der Leopoldina aufgenommen. Er wurde 2020 mit dem Heinz-Maier-Leibnitz-Preis der Deutschen Forschungsgemeinschaft (DFG) ausgezeichnet.
Schilling lehrt Neuere deutsche Literatur als Professor an der Universität Leipzig.

## Veröffentlichungen
- Der historische Roman seit der Postmoderne. Umberto Eco und die deutsche Literatur. Winter, Heidelberg 2012, ISBN 978-3-8253-6106-8 (Dissertation).
- Dialog der Dichter. Poetische Beziehungen in der Lyrik des 20. Jahrhunderts. Transcript, Bielefeld 2015, ISBN 978-3-8376-3246-0.
- Liminale Lyrik. Freirhythmische Hymnen von Klopstock bis zur Gegenwart. Metzler, Stuttgart 2018, ISBN 978-3-476-04645-1 (Habilitationsschrift).
- Authentizität. Karriere einer Sehnsucht. C.H.Beck, München 2020, ISBN 978-3-406-75760-0.
- Theorizing Literature: Literary Theory in Contemporary Novels – and Their Analysis. Palgrave Macmillan, London 2024, ISBN 978-3-031-53325-9.
- als Hrsg. mit Klaus Birnstiel: Literatur und Theorie seit der Postmoderne. Mit einem Nachwort von Hans Ulrich Gumbrecht. Hirzel, Stuttgart 2012, ISBN 978-3-7776-2259-0.
- als Hrsg. mit Andree Michaelis-König: Poetik und Praxis der Freundschaft (1800–1933). Winter, Heidelberg 2019, ISBN 978-3-8253-6903-3.
- als Hrsg. mit Christoph Jürgensen, Rüdiger Zymner: Gedichte von Ulrike Draesner. Interpretationen. Mentis, Münster 2020, ISBN 978-3-95743-186-8.
- als Hrsg.: Thomas Manns „Betrachtungen eines Unpolitischen“ nach 100 Jahren. Neue Perspektiven und Kontexte. Klostermann, Frankfurt am Main 2020, ISBN 978-3-465-01622-9.
- als Hrsg.: Umberto Eco-Handbuch. Leben – Werk – Wirkung. Metzler, Stuttgart 2021, ISBN 978-3-476-05779-2.
- als Hrsg. mit Bernd Auerochs, Friederike Felicitas Günther, Markus May: Celan-Perspektiven 2021. Winter, Heidelberg 2022, ISBN 978-3-8253-4880-9.
- als Hrsg. mit Oliver Bach: Venedig in der deutschen Literatur. Winter, Heidelberg 2022, ISBN 978-3-8253-4915-8.
- als Hrsg.: Juli Zeh: Text und Engagement. Metzler, Stuttgart 2024, ISBN 978-3-662-68050-6.
- als Hrsg. mit Thomas Nehrlich: Ferdinand von Schirach: Zwischen Literatur und Recht. Metzler, Stuttgart 2024, ISBN 978-3-662-68786-4.
- als Hrsg. mit Jürgen Fohrmann: Totalität und Radikalität. Wallstein, Göttingen 2024, ISBN 978-3-8353-5567-5.